# A Triumph for Man
A Triumph for Man — первый альбом датской группы Mew, выпущенный в апреле 1997 Датской звукозаписывающей компанией Exlibris Musik. Было выпущено только 2000 экземпляров альбома. Альбом был перевыпущен 18 сентября 2006 вместе с диском содержащим бонусный материал, демо и акустические версии песен.
Музыкальный журнал Gaffa дал альбому 4 звезды из 6.
Альбом также получил рецензию газете Nordjyske.

## Список композиций
1. «Wheels Over Me»
2. «Beautiful Balloon»
3. «Wherever»
4. «Panda»
5. «Then I Run»
6. «Life Is Not Distant»
7. «No Shadow Kick»
8. «Snowflacke»
9. «She Came Home For Chirstmas»
10. «Pink Monster»
11. «I Should Have Been a Tsin-Tsi (for You)»
12. «How Things Turn out to Be»
13. «Web»
14. «Coffee Break»

Переиздание 2006 года
1. «Studio Snippet #1»
2. «Say You’re Sorry» (ATFM Session)
3. «Beautiful Balloon» (acoustic)
4. «Web» (demo)
5. «Chinese Gun» (demo)
6. «Studio Snippet #2»
7. «I Should Have Been a Tsin-Tsi (For You)» (demo)
8. «Wheels over Me» (demo)
9. «Superfriends» (demo)

## Состав
- Йонас Бьерри — вокал, гитары, синтезаторы, аккордеон, пианино
- Бо Мэдсен — гитары, синтезаторы, пианино, колокол
- Йохан Волерт — бас-гитара, бэк-вокал, синтезаторы, гитары, пианино
- Сайлас Граэ — ударные, перкуссия

## Синглы
Mew выпустили только один сингл с первого альбома, «She Came Home For Chirstmas». Однако промосингл «I Should Have Been a Tsin-Tsi (for You)» был выпущен в марте 1997, перед альбомом.
| Год  | Сингл                                     |
| ---- | ----------------------------------------- |
| 1997 | «I Should Have Been a Tsin-Tsi (for You)» |
| 1997 | «She Came Home For Chirstmas»             |

Сингл «She Came Home For Chirstmas» переизданный 2000, 2002 и 2003 годах. Достиг 76 места в The UK Singles Chart в 2002 году.